# Rother (Familienname)
Rother ist ein deutscher Familienname.

## Namensträger

### A
- Adam Rother (1527–1602), deutscher Geistlicher
- Alexander Rother (* 1993), österreichischer Fußballspieler
- Amalie Rother (1865–nach 1927), deutsche Fahrradpionierin und -aktivistin
- Anthony Rother (* 1972), deutscher Musiker
- Artur Rother (1885–1972), deutscher Dirigent

### B
- Bernd Rother (* 1954), deutscher Historiker
- Björn Rother (* 1996), deutscher Fußballspieler
- Ben Rother (* 2009), deutscher Basketballspieler

### C
- Christian Rother (1778–1849), deutscher Politiker

### D
- Dörte Rother (* 1978), deutsche Biotechnologin

### E
- Erich Rother (1908–1983), deutscher Maler

### H
- Hans-Jörg Rother (* 1941), deutscher Publizist
- Heinz Rother (Politiker) (* 1939), deutscher Ingenieur und Politiker (CDU), MdB
- Heinz Rother (Fußballspieler) (* 1963), deutscher Fußballspieler
- Helmut Rother (* 1920), deutscher Politiker (CDU)

### I
- Ilse Lichtenstein-Rother (1917–1991), deutsche Pädagogin

### J
- Jana Lisa Rother (* 1998), deutsche Wasserspringerin
- Joachim Rother (1948–2021), deutscher Schwimmer und Schwimmtrainer
- Johann Heinrich Rother (1685–1756), deutscher Rechtswissenschaftler
- Julius von Rother (1834–1899), deutscher Verwaltungsbeamter und Rittergutsbesitzer

### K
- Klaus Rother (Bildhauer) (1925–2003), deutscher Bildhauer
- Klaus Rother (Mediziner) (1926–2016), deutscher Mediziner und Hochschullehrer
- Klaus Rother (Geograph) (* 1932), deutscher Geograph

### L
- Leopold Rother (Leopold Siegfried Rother Cuhn; 1894–1978), deutscher Architekt, Städteplaner und Pädagoge
- Lynn Rother (* 1981), deutsche Kunsthistorikerin

### M
- Maria Rother (* 1987), deutsche Musikerin und Schauspielerin
- Martin Rother (* 1978), deutscher Schauspieler
- Michael Rother (* 1950), deutscher Musiker und Komponist

### P
- Paul Rother (Orgelbauer) (1871–1960), deutscher Orgelbauer
- Paul Rother (Mediziner) (* 1936), deutscher Anatom

### R
- Rainer Rother (* 1956), deutscher Filmhistoriker
- Reinhard Rother (* 1964), deutscher Fußballspieler
- Richard Rother (1890–1980), deutscher Bildhauer und Holzschneider
- Robert Rother (Politiker) (1845–nach 1918), deutscher Landwirt, Gutsbesitzer und Politiker, MdR
- Robert Rother (Trompeter) (* 1968), österreichischer Trompeter
- Roland Rother (1944–2024), deutscher Bildhauer
- Ronald Rother (1943–2017), deutscher Geistlicher
- Rudi Rother (1863–1909), deutscher Maler und Illustrator

### S
- Stanley Rother (1935–1981), US-amerikanischer Priester und Missionar
- Stephan Rother (* 1968), deutscher Schriftsteller

### T
- Thomas Rother (Schriftsteller) (1937–2023), deutscher Schriftsteller
- Thomas Rother (Politiker) (* 1959), deutscher Politiker (SPD)
- Thorsten Rother (* 1976), deutscher Moderator, Sprecher und Musikproduzent
- Timo Rother (* 2001), deutscher Floorballspieler

### W
- Walter Rother-Romberg (1906–1950), deutscher Parteifunktionär (SPD)
- Werner Rother (1916–2011), deutscher Jurist
- Wilfried Rother (* 1990), französischer Fußballspieler
- Willy von Rother (1870–1927), deutscher Rittergutsbesitzer und Verwaltungsbeamter
- Witold Rother (1888–1962), deutscher Vizeadmiral
- Wolfgang Rother (Architekt) (1939–2012), deutscher Architekt, Architekturhistoriker und Hochschullehrer
- Wolfgang Rother (Philosoph) (* 1955), deutscher Philosoph und Philosophiehistoriker
- Wolfgang Rother (Moderator) (* 1962), deutscher Moderator